# 洪匡 (ウラナラ氏)
洪匡 (ホンコ?, 転写：Hongko，宏括とも)はウラナラ氏ブジャンタイの第八子(一説には第七子または第十子とも)。母はヌルハチ養女、妻はヌルハチの長子チュイェンの娘とされ、ヌルハチの大妃アバハイは従姉にあたる。
父のブジャンタイの逃亡により滅亡した烏拉国ウラ･グルンの故地にベイレとして即位し、同国の復興を企てた。ウラ･グルンを滅亡に逐い遣った外祖父ヌルハチに対し叛乱を起したが、機先を制したヌルハチに敗れ、ハダの山で自害した (1599-1627)。

## 生涯
吉林師範大学の客員教授で、ウラナラ氏ブジャンタイの末裔とされる趙(東昇)氏は、著書『扈伦研究』の中で、洪匡について一族に伝わる言い伝えを紹介している。同氏に拠れば、洪匡は実在した十代目の祖先で、史書には「癸丑年祚終」と記載がみえるという。
烏拉哈薩虎貝勒ウラ･ハサフ･ベイレの後裔に伝わる家系図には「洪匡失國」という文言がみえ、これにしたがって洪匡を末代烏拉王ウラ･ベイレとする見方もある。しかし「洪匡失國」という記述は史書にみられず、同氏に拠ればこれは「洪匡事件」(後述) を指すという。洪匡は父ブジャンタイの逃亡後も故地に居住することを許され、「ウラ･ブトハ･ベイレ」の地位をヌルハチにより授けられた。しかしブトハは満洲語で「漁猟」の意味であり、したがって「ブトハ･ベイレ」は実質的には「漁猟部落」の首魁を意味するに過ぎず、往時の烏拉王ウラ･ベイレや哈薩虎貝勒ハサフ･ベイレとは根本的に異なっていた。それを後世伝え聞き、王位継承したものと勘違いしたのだという。同氏はこの「洪匡失国」に関する「勘違い」について、「心情は理解できるが、道理には合わない」と述べている。
以下、同氏が、一族中の老人で経保という名のシャーマン (巫覡) から聞いた話に基づき、一族に伝わる関連の手記を参照して纏めたという文章を紹介する (抄訳)。

### 生い立ち
ウラ滅亡時、趙氏の父祖・洪匡はわずか14歳であった。異母兄が七人あり、長兄・打拉哈ダルハン、次兄・達拉穆ダラム、三兄・阿拉木アラム、四兄・巴彦バヤン、五兄・布彦托ブヤントゥ、六兄・妙莫勒根モー･メルゲン、七兄・嘎図渾ガドゥフンで、洪匡は八男である。
洪匡の母親はヌルハチ長女で、大公主と呼ばれた。ウラがヌルハチに占領されると兄七人はみな逃亡し、ヌルハチ長女を母にもつ洪匡だけがのこった。ヌルハチが烏拉城ウラ･ホトンを捜索した時にはすでに洪匡だけで、ほかの七子は逃げ去った後だった。
ヌルハチは孫・洪匡をベイレに即位させ、実父のブジャンタイを承継させたが、八旗には編入されず、ニルも与えられなかった。成長した洪匡は、自身のベイレの身分が、烏拉国王ウラ･ベイレでも哈薩虎貝勒ハサフ･ベイレでもなく、「ウラ･ブトハ･ベイレ」と呼ばれる代物であることを知った。漁撈民と狩猟民だけで構成されるその領地はウラ･ホトンを囲る狭小な土地に限られ、部落を出るともはや洪匡の統治権は及ばず、ヌルハチの編成したニルにより管轄されていた。しかしヌルハチはそれでも安心できず、自らの孫娘を娶らせ、洪匡を監視させた。

### 父との再会
イェヘで匿われていたブジャンタイは洪匡と公主 (ヌルハチ孫娘) の縁談を知り、阻止すべくこっそり烏拉城ウラ･ホトンに洪匡を訪ねた。敗戦後の逃亡から三年経っていたが、ブジャンタイは積もる話もそこそこに、自身が建州 (後の後金国アイシン･グルン) の公主を娶ったがために現在の境地にまで落ちぶれたこと、ヌルハチが洪匡を王ベイレに即位させたのは世間に善い顔をしたいが為であることを説いて諭した。ヌルハチにより娘を降嫁されたハダ末代ベイレ・ウルグダイはまさに「前車の覆るは後車の戒め」であった。その上で、時機を見計らって洪匡が挙兵すれば、イェヘ軍を率いて援助するから、万端の準備をしておけと慫慂した。洪匡はその場では了承したものの、縁談を止められるはずもなかった。
明年、ブジャンタイは縁談成立を聞いて憤慨し、再び洪匡を訪ねた。ブジャンタイは洪匡に会うなり、国辱を忘れたるかと詰め寄った。洪匡は、無勢の自分がヌルハチの縁談を拒否すればどうなるか知れないと反論しながらも、国辱を雪ぎ祖国を復興させると大言を吐き、それを聞いたブジャンタイは歓喜した。
一方で洪匡は、現状を顧みるに、兵も将もなく、物も金もなし、城郭は依然破損したまま修繕もなし得ず、且つまた、公主が四六時中目を光らせ監視している為、軽はずみに動けないことを託かこった。ブジャンタイにもやはり方策はなかったが、兵士の出自の貴賤に拘ったことが自らの敗戦の原因であると自省して聞かせた上で、能力を重視し博く人材を集め、ヌルハチに悟られぬように準備を進めるよう洪匡に訓示した。併せて、イェヘは明朝を慫慂して年明けに遼東へ侵攻させる算段であり、ヌルハチがそれに兵を取られた隙に祖国を再興して、その勢いでヌルハチを討滅したら、満を持してフルン四部を復活させるのだと計画を打ち明け、洪匡を鼓舞した。
洪匡はブジャンタイの訓言を受け、人材登用としてアハ(奴僕) の呉乞発を取り立てた。呉乞発は元々孤児であったが、ブジャンタイの憐憫で保護され、ウラ宮内で養育された。歳が洪匡と同じであったことから共に武芸を磨き、14歳の頃には巨大な鉄の棍棒を振り回す怪力を身につけ、祖国ウラとブジャンタイに対する忠義から洪匡の護衛兼腹心となっていた。洪匡は呉乞発を侍衛の首領に抜擢し、大将とした。呉乞発のもとで人材登用は進められ、洪匡の勢力は着々と整っていった。
豈に計らんや、ブジャンタイはイェヘに戻って間もなく病死した。明朝はブジャンタイの計画通りヌルハチ討伐に出兵したが、結果は大敗に終り (サルフの戦)、後ろ盾を失ったイェヘも滅亡したことで、洪匡の挙兵計画は水の泡と消えた。洪匡はそこでヌルハチの猜疑心や公主の監視の目から逃れる為、軍備勢力の拡張を大っぴらに進めることは慎まざるを得なくなった。

### 沙氏兄弟と駿馬
ある日、烏拉城ウラ･ホトンに二人の客人が訪れ、駿馬を二匹牽いて、洪匡に謁見を求めた。二人は兄弟で、兄を沙摩吉、弟を沙摩耳といい、西の地から遥々やってきたムスリムであった。兄弟は二匹の馬について、日に千里を走り、地を駆けるように河を渡ることができる駿馬であると絶賛し、毛の生えた蹄に鱗で覆われた腹、青味を帯びた美しく黒い毛並みから、大鉄青、二鉄青と名がついていた。兄弟は途上でいくつもの国を経由しその度に馬を献上したが、乗馬に長けたモンゴルの首領にさえも、馬は心を開かず荒々しく拒絶するため、誰も収めようとしなかったという。兄弟は彷徨い続け、辿り着いたのがウラであった。
洪匡が近づくと、二匹は大人しく迎え、そのまま洪匡を乗せて城外を一走りして戻ってきた。洪匡はこうして二匹の駿馬を得た。しかし洪匡は兄弟については、その醜く狡そうな容貌に加え、どこの馬の骨ともつかない出自の為に信用できず、手厚く褒美を与えただけで済ませてしまった。馬とひきかえに地位を得ることを望んでいた兄弟は不満を抱き、馬を取り返そうと企んだが、厳重な警護のために叶わず、機会を待って復讐することを決意した。
数日経ったある日、洪匡は兄弟が恨みを抱いているとの報告を受けた。腹心の呉乞発は、後々の面倒を考えて一層のこと二人を始末するよう提案したが、洪匡は義理人情に苛まれ、且つ兄弟が「後金国アイシン･グルンのヌルハチを頼っていれば高い禄にありつけたかもしれないのに」などと託っていることを知り、兄弟の希望を叶えてやることにした。ウラ国内の情勢を知った兄弟をヌルハチに送れば面倒の種になる、と呉乞発が反対するも空く、「ウラは国力も乏しく満足な役職も与えられないからアイシン･グルンに行くとよい」と兄弟にヌルハチ宛の書を持たせ、ヌルハチの居城・瀋陽へ送り出した。
瀋陽に着いた兄弟はヌルハチに謁見したものの、ヌルハチは兄弟の容貌に不快感を覚え、追い払おうと考えたが、しかし洪匡の推薦状を読み、兄弟を質してウラ国内の情勢を探ろうと考えた。兄弟は件の馬について語った上で、洪匡が「大キニ用ウル処アリ」といって接収してしまった、と附け加えた。要領を得ない兄弟の報告にモヤモヤが募ったヌルハチは、望むものを与えることを条件に洪匡の企みについて兄弟を問い質した。ここに洪匡の挙兵計画は暴露され、ヌルハチの知るところとなった。兄弟は情報と引き換えにバイタラブレ・ハファン (拜他喇布勒和番baitalabure hafan)の職を得た。

### 新年の宴席
女親族の習俗では、入婿は大晦日の晩に妻の実家を訪問し、新年の挨拶をすることになっている。後金国アイシン･グルンの皇帝となったヌルハチ一族においても同様で、たとい公主が行けずとも、婿の辞退は許されなかった。洪匡は往復十日を費やして毎年ヌルハチを訪ね、挨拶がすみ居城に還ると自らの祖廟を祭祀しなければならず、心身ともに疲弊していた。しかしこの年は違った。二匹の駿馬を得た洪匡は、早速その実力を試す時来たりと、大鉄青に乗り、二鉄青を連れて、800里離れた瀋陽へ向った。午前に出発した一人と二匹は、その日の夕暮れに瀋陽に着いた。
ヌルハチは宴席に就くと洪匡に酒を勧め、酔いが回ったのを見計らって洪匡の不忠を詰なじった。酔った洪匡は日頃の不満も募ってヌルハチに反問したが、真実を訊き出したいヌルハチは臣下としての無礼を咎めず、二人の兄弟から伝え聞いたことを言質に洪匡を問い詰めた。明朝討滅に臨み駿馬二匹を譲るならこれ以上は追究しない、というヌルハチに対し、洪匡はうっかり「我に独立の意志あり」と失言した。ヌルハチはしばらくの無言の末、人に命じて洪匡を別室で休ませた。
宴席も酣たけなわをすぎると各地の婿は暇を乞い帰っていった。ヌルハチは急ぎ腹心を召集して洪匡への対処を検討し、最終的に、洪匡を軟禁して公主を連れ戻し、それから叛逆罪で洪匡を処刑することに決まった。ところがヌルハチのアムバ･フジン (大福晋amba fujin、正妻の意) がこれをきいていた。アムバ･フジンはブジャンタイの二兄マンタイの娘で、洪匡の従姉にあたり、20年以上前にヌルハチに嫁いでいた。ヌルハチの計画を知ったアムバ･フジンは洪匡に一刻も早く脱出するよう諭し、洪匡はこの時はじめてそれが従姉のアバハイであることを知った。アバハイは感傷に浸る洪匡に腰牌 (出入許可証) を渡し、急き立てるように出発させた。瀋陽城内に鳴り響く爆竹の音がやみ、ヌルハチが気づいた時、洪匡は既に瀋陽を遠くあとにしていた。

### 公主の密告
暇乞いもせず去った洪匡に怒り心頭に達したヌルハチはアバハイの関与を猜疑したが、証拠はなかった。瀋陽から戻った洪匡は城内で公主をみるや怒りが込上げ、その場でヌルハチを罵倒した。異常な亢奮に驚いた公主は洪匡から事情をきいたが、「馬の一匹や二匹譲るのは孝行、況してや恩義を受けた身としては当然」と反対に洪匡を詰なじった (ヌルハチはムスリム兄弟から馬について聞かされ、喉から手が出るほど馬を欲した)。夫婦は口論するに連れて愈々激昂し、洪匡は対ヌルハチ決起と烏拉国ウラ･グルン復興を宣言、収まりつかぬままに決裂し、公主は洪匡が疲労で寝落ちした内に、洪匡の計画を密告する書簡をヌルハチに宛てて認したため、使者を遣わした。
夕暮れどきになり目が覚めた洪匡は、事ここに至っては挽回の余地なしと自棄になり、後金アイシン国旗を撤去、ウラ国旗に替えさせた。アイシン･グルンの元号・天命も廃止し、干支による年紀を復活させ、ここにウラ･グルンの死灰は再び赤々と火を吹き出した。

### 布他哈の改姓
夫婦喧嘩の熱ほとぼりが冷めると二人は冷静さを取り戻し、公主は感情に任せて密告し、息子二人を巻き込んでしまった自らの軽率を後悔しはじめた。使者を呼び戻すには遅すぎ、何とか挽回するため試行錯誤し、洪匡に計画の中止を勧めるも洪匡は一切聴く耳持たず。妻に密告されたことに気づかない洪匡は、ヌルハチが明朝と交戦する隙に乗じて先制攻撃をしかけようと計画したが、それが誤算であったとは知る由もなかった。
洪匡にとって唯一心配なのは二人の息子であった。ウラナラ氏の血筋を絶えさせないため、洪匡は息子二人をわけて夫婦それぞれ一人ずつ連れることを公主に提案し、公主は五歳の布他哈ブタハを連れて瀋陽へ行き、七歳の烏隆阿ウルンガはウラにのこることに決まった。いよいよ公主出発の日。心配無用と慰めながら公主を送り出す洪匡に罪悪を感じた公主は、隠しきれずに密告を謝罪した。洪匡は愛刀を抜いたものの、力なく落とすと、諦めたようにいった。「全ては天の思し召し。『我ニ順フ者ハ生キ、我ニ逆フ者ハ死ス』がヌルハチの思想。汝の父・チュイェンは建州部 (後金国アイシン･グルンの前身) のために戦い多数の功績をあげたが、その末路は如何であったか。ヌルハチに妾を横取りされ、挙句、たかが妾一人を出し惜しみしたなどと種々の罪を着せられ、殺されたではないか。我が父ブジャンタイがイェヘとモンゴルの娘をヌルハチに取られ、国を滅ぼされたのを汝は忘れたか。ヌルハチと相容いれぬ者には死しかないのだ。」改めて父の非命を思い、公主は悲憤に襲われた。ヌルハチが公主を可愛がるのはチュイェンへの後ろめたさから。洪匡にベイレの地位を授けたのはブジャンタイへの後ろめたさから。全てはヌルハチの人身掌握術でしかなかった。
洪匡は改めて公主にむかい、ブタハを必ず成人させ、ウラナラ氏の血統を継がせること、さらに万が一の場合に備えて「訥」に改姓することを言いつけた。これが二人の永別となった。

### 哨口決戦
三日に公主は出発したが、瀋陽到着は早くとも八日を待たねばならなかった。公主の手紙は五日に瀋陽に届き、事の顛末を知ったヌルハチは早速兵を整え、六日に出兵した。ヌルハチはウラナラ氏の血筋を根絶やしにすることを決意し、兵士に訓令を下した。勢力をすっかり削がれた烏拉国ウラ･グルンの旧領を通過したヌルハチの大軍は往時のような抵抗を受けることもなく、十日にはウラ･ビラ (烏拉江ula bira) 西岸に到着した。
烏拉城ウラ･ホトンの外周には防衛軍が配置され、その内、城の西南10里の地点には哨口shàokǒuと呼ばれる城塞があった。ここは軍事的要衝であり、且つ渡し場でもあった。
ヌルハチの挙兵は冬を選ぶことが多く、旧暦二月までの一番寒いころが普通であった。雨で道が泥濘む夏に比べ、全てが凍てつく冬は進軍に有利であること、また、凍結した水面を渡るのに船を準備する手間が省けること、この二つはヌルハチ自身が経験から得た教訓であり、特に遠征の際には優勢に立つことができた。公主を送り出した洪匡は大将・呉乞発に兵500と二鉄青 (駿馬) を与え、後金アイシン軍が渡ってこれぬよう江面に張った分厚い氷を砕かせた。
11日の朝まだき、哨口へ進軍したヌルハチがみたのは、流氷のように氷の塊が水面に浮かびつ沈みつする江の光景であった。氷の間からは水が吹き出し、下流域はもはや氷の表面が水に浸かっていた。幅は広く、底は深く、これでは船がなければ渡れない。ヌルハチはそこで直ちに林から木を伐り出させ、簡易の橋を架けて兵を進ませたが、一度に僅かな人数しか渡れぬ上、降り注ぐ矢に射落とされ岸まで渡れず、多数の兵を徒に死なせたヌルハチは、やむを得ず進軍を一旦停止した。
このときヌルハチは、ムスリム兄弟を従軍させていたことを思い出し、どこか適当な場所がないか尋ねた。ウラを発つ際に地理を観察してあった弟・沙摩耳は、上流五里のところに一本細い道があり、江岸まで続いていることを知っていた。そこは瀬になっていて、間に中洲が二つある。そこでヌルハチは沙摩耳に兵500を与えて江を渡らせることにした。江面の渡し場に気を取られていたウラ軍は上流の道まで思い付かず、沙摩耳は気づかれることなくそのまま向う岸まで渡り切った。ヌルハチは大隊を率いて後に続き、江を渡り切ると哨口の城塞を包囲した。呉乞発ひきいる兵500は果敢に反撃し、沙摩耳は呉乞発の棍棒で一打ちに殺されたが、多勢に無勢、三昼夜休みなく戦い続けた呉乞発は疲労困憊の末に吐血しそのまま死亡した。兵士は死に絶え、投降者は出なかった。

### 沙摩吉の復讐
哨口の激戦のさなか、後金アイシン軍の別の２隊が洪匡のいる烏拉城ウラ･ホトンを包囲した。洪匡は籠城を決め込み、呉乞発が哨口で敵兵を阻んでくれることを期待した。呉乞発の戦死後、沙摩吉は弟・沙摩耳の仇討ちをヌルハチに乞い、併せて「哨口が陥落すればウラ･ホトンの陥落は必至で、洪匡は城北の山道から蒙古へ逃亡するはず。そこに伏兵を置き、待ち伏せすべき」と進言した。ヌルハチは沙摩吉に兵500を与え、且つ失敗に備えて兵1,000の別隊に後を追わせた。
14日、ヌルハチの大隊がウラ･ホトンを包囲し、洪匡は二日にわたって抗戦したが、物資も援軍もなく、次第に限界を迎え始めた。包囲を突破しモンゴルへの逃亡を考えたが、息子ら一族を連れては困難。そうこうしている内に南門が破られた。洪匡は咄嗟に七歳の長男・烏隆阿ウルンガを抱いて大鉄青に跨り駆け出した。するとその時、目の前に何者かが立ちはだかり、「旦那様、若様をはやく私に」と叫び、大勢の敵で犇く城外へ子供を連れて飛び出せば共倒れになるから、自分がその子を連れて逃げよう、と主張した。躊躇う洪匡は促されるままに意を決し、「"按巴巴得利"の御恩、忘るまじ」と息子に言い聴かせ、男に預け、北門へ疾走した。男は「御武運を」と叫ぶや、ウルンガをおぶって狭い通路に逃げ込んだ。
洪匡は単身、敵を次々薙ぎ倒しながら城の東北へ一気に20里あまり駆け抜け、とある村に行き着いた。江岸から遠くない、葦の茂った中洲には、昔の城塞跡が遺っていた。しかし今は朽ち果て住む人もなし。洪匡が中洲へ向って江面に張った氷の上を進んでいたとき、突然牛角の喇叭が鳴り響き、沙摩吉の伏兵が湧き出した。多勢に無勢、逃ぐるに如かずと洪匡は馬を駆ったが、沙摩吉は行手に立ちはだかり逃亡を妨害した。洪匡は狙いを定めて槍を一突き、躱し損ねた沙摩吉は肩に槍を受けて馬から落ち、洪匡はその隙をみて駆け出した。しかし急所がはずれ命拾いをした沙摩吉がまたも追撃に転じたため、洪匡は後ろへ弓を引くと、放たれた矢は沙摩吉の頭に命中。沙摩吉は即死し、兵は驚懼して散り散りに逃げ去った。

### 洪匡の最期
16日、少し走ったところでまたもや追手がかかった。1,000の兵に沙摩吉が連れていた500の兵が加わり、どこまでもしつこく追いかけてくる。大鉄青の足は速しといえど、江岸は道が悪く、江を渡ろうにも松花江スンガリ･ウラの氷は水浸しになっていて渡れず。その時、平坦な土地がみえ、ちょうど敵兵が両側から迫ってきたこともあり、洪匡は今とばかりに水の中へ飛び込んだ。ムスリム兄弟の言に違わず、大鉄青は地を駆けるが如くに水を渡り、あっという間に対岸に着いたところで後ろを振り返ると、敵兵が向う岸で叫んでいるのがみえた。
真北へモンゴルに伸びる大通りに至った洪匡は、気持ちはモンゴルへ向きつつも、ウラの戦況が気に掛かった。道路のすぐ脇には「哈達砬子」と呼ばれる山があった。高くはないが峻険で、江岸に面して切り立っていた。山上には城塞が一つ遺っている。元は烏拉国ウラ･グルンの屯兵を配置した要塞だったが、今は当然放棄されて人はみえず、遺構だけが形をとどめていた。先人に思いを馳せつつ山頂に登り、烏拉城ウラ･ホトンを一望した洪匡は愕然とした。城内から大火が空高くあがり、城はすでに焼けおち廃墟となっていた。モンゴルの援軍を得たところでこれでは後の祭り。もはやこれまでと悟った洪匡は綸子を解いて首を吊り、28歳の生涯を綴じた。
ウラ･ホトンは宮殿も城下も七日七夜燃え続け、完全に灰燼と化した。ヌルハチは洪匡の眷属を捜索させ、捕縛された507人の老若男女が問答無用に斬首された。屍体は「白花点将台」の下に掘った溝に埋められた。ブジャンタイの逃亡で散り散りになっていたウラナラ氏は、この一件で更に四散した。
ウラ･ホトン陥落時、「按巴巴得利」は烏隆阿ウルンガを背負って脱出し、錦州まで落ち延びた。錦州とは金州のことである。同地は奇しくも洪匡最期の地、「哈達砬子」の麓に位置する。ウルンガは錦州に定住し、後に十人の子を儲けた。この十子がウラナラ氏の十ある分家の始祖となった。ウラナラ子孫の先祖の墓は屯の北約1kmのところにある。ウルンガは三室娶り、正室が趙姓であったため、子孫も趙姓に改め、今に続く。
ウルンガはウラナラ氏がこうして脈々と子孫を繁栄させられたのは偏ひとえに当時の名もなき恩人のお蔭であると子孫に言い聞かせた。按巴巴得利とは女真語で「大恩人」の意味である。したがって、趙氏一族は後に家譜を編纂するにあたり、祖先の上に「按巴巴得利」の名を載せ、過去の恩義を数百年に亘り相伝している。(訳完)

## 家庭
- 妻：ヌルハチの長子チュイェンの娘 (名不詳)。
  - 長子・烏隆阿ウルンガ。救出後に趙姓に改め、[16]名を伏せて錦州村[1]に匿われた。逃亡から何年も後に宗家の身分でマンタイ三子アブタイ（阿布泰、満洲正白旗) の統轄するニルに帰属したが、族人は洪匡事件の連帯責任を負わされることを危惧し、族譜に入れず、引き続き趙姓を名告らせた。その一方で後に祖先を証明するためとして『納拉氏族譜』を一冊与えた。[17]十子あり、[1]いづれも打牲烏拉総管衙門で牲丁を務めた。孫・扎勒訥は披甲として三藩の乱征圧に従軍し、戦功により副都統に任命された。六世孫・貴陛はウラ協領を務め、戦死して振威将軍と諡号された。[18]騎都尉、雲騎尉、ニル･イ・エジェン、翼領、驍騎校、領催などの役職に就いた者もいたが、多くは牲丁と披甲であった。[18]子孫は現在主に吉林省吉林市烏拉街満族鎮一帯に居住している。
    - 孫：倭拉霍。ウルンガの第八子。五子あり。[19]
      - 曾孫：ウゲ（五格）。倭拉霍の第五子。三子あり。[19]
        - 玄孫：リンフ (凌福)。ウゲの第三子。三子あり。[19]
          - 来孫：徳英。リンフの第三子。四子あり。[19]
            - 昆孫：フルンガ（富隆阿）。徳英の第四子。二子あり。[19]
              - 礽孫：シュワンキン（双慶）。フルンガの長子。二子あり。[19]
                - 雲孫：チュンル(崇禄、国瑛とも)。シュワンキン（双慶）の長子。三子あり。[19]
                  - 八世孫：継文。チュンルの次子。号・竹泉、松江居士。一子あり。[19]
                    - 九世孫：東昇。ウラナラ氏第20代。吉林師範大学客員教授。[19]

  - 次子：ブタハ（布他哈）。公主に連れられムクデン (盛京) に移り、その後裔は「訥」姓に改めた。[18]

## 脚註・参照元

### 典拠
1. 1 2 3 4 5   满族宗谱研究. 遼寧民族出版社. pp. 133-137
2. ↑   乌拉国简史. 中共永吉県委史志弁公室. pp. 142-143
3. ↑  拼音「洪匡：hóngkuāng」「宏括：hóngkuò」
4. ↑  李林 2006, p. 137
5. ↑   乌拉国简史. 中共永吉县委史办. p. 95
6. ↑  趙東昇 著『我的家族与“满族说部”』引用：「洪匡为努尔哈赤养女所生（所谓公主所生）」
7. ↑  維基百科「洪匡」では『乌拉国简史』(中共永吉県委史志弁公室) p.164からの引用として、出生年不明、死没明朝天啓2年、即ち後金天命7 (1622) 年としている。同じ著者の『扈伦研究』には、ウラ滅亡の1613年時点で14歳、28歳で死没、とある。『乌拉国简史』の原文が確認できないため、ここでは『扈伦研究』に従った。
8. 1 2  ᠪᡠᡨᡥᠠ：butha。布特哈 (bùtèhā)。
9. ↑   扈伦研究. 未詳. "于情可原，于理不合"
10. ↑   扈伦研究. 未詳. "咱们太爷洪匡才十四岁"
11. ↑  “公主表”. 166
12. 1 2   乌拉国简史. 中共永吉県委史志弁公室. pp. 94-95
13. ↑  アハ：ᠠᡥᠠ, aha, 阿哈。
14. ↑  “砬子 (lázi)”. 现代汉语词典 (第七版). "〈方〉[名] 山上耸立的大岩石 (多用于地名)：白石砬子 (在黑龙江)。"
15. ↑   扈伦研究. 未詳. "乌隆阿教諭后代，纳拉氏没有绝支断后，要感谢当日的救命恩人，因不知其名姓，故以按巴巴得利称之，按巴巴得利者，女真语，大恩人也。"
16. ↑   乌拉国简史. 中共永吉県委史志弁公室. pp. 142-143
17. ↑   乌拉国简史. 中共永吉県委史志弁公室. p. 121
18. 1 2 3   乌拉国简史. 中共永吉県委史志弁公室. p. 156
19. 1 2 3 4 5 6 7 8 9  趙, 東昇. “我的家族与“满族说部””. 中国非物质文化遗产网. 2023年6月24日閲覧。 “其福晋为努尔哈赤孙女，据说是褚英之女，生二子：长子乌隆阿，次子布他哈，我纳喇氏赵姓满族即是乌隆阿的后人。乌隆阿为纳喇氏第十一代，为了生存，改姓氏为赵，也曾被误认为伊尔根觉罗氏。他传十子，第八子倭拉霍，生五子，第五子五格 (十三代)；五格生三子，第三子凌福 (十四代)；凌福生三子，第三子德英 (十五代)；德英生四子，第四子富隆阿 (十六代)；富隆阿生二子：长双庆 (十七代)；双庆生二子：长崇禄 (十八代)。崇禄 (又名国瑛) 生三子，次子继文 (十九代)。继文 (焕章，号竹泉，松江居士) 生一子东升 (二十代)，即我本人。”

### 註釈
1. ↑  参考：不詳。
2. ↑  参考：「癸丑年」は明万暦41年 (1613)。「祚」は帝位の意。
3. ↑  参考：不詳。
4. ↑  参考：原文「虞猎」。
5. ↑  参考：『八旗滿洲氏族通譜』巻9では、⑴ 達爾漢ダルハン、⑵ 達拉穆ダラム、⑶ 阿拉穆アラム、⑷ 巴顔バヤン、⑸ 布顔図ブヤントゥ、⑹ 茂墨爾根モー･メルゲン、⑺ 東阿ドンゲ、⑻ 噶都渾ガドゥフン。洪匡、乃至それに近い発音の名前はみられない。また、記載されているのは第八子までで、そこについては一致している。なお、『八旗滿洲氏族通譜』巻9に拠れば、第七子ドンゲのみは包衣人ボーイ･ニャルマ出身で、ほかの七人が武人として八旗に組み込まれているのと異なる。ボーイbooiは「家の」、ニャルマniyalmaは「人」の意で、ボーイ･ニャルマは家僕の意だが、家政婦と異なり、あくまでも別の旗グサに従わない、ヌルハチ直属の使用人のことで、戦争が起これば従軍の義務があった。因みに『八旗滿洲氏族通譜』巻9には、⑶から⑸はホショイ公主の、⑹と⑻は公主の子とあるが、ヌルハチ第二女の嫩哲格格 (ホショイ公主) について、『清史稿』巻166には「郭絡羅氏ゴロロ氏の」達爾漢に降嫁したとある。ヌルハチ第八女もホショイ公主に冊封されているが、こちらは蒙古の博爾濟吉特ボルジギン氏に降嫁している。ブジャンタイに降嫁した記載があるのは第四女の穆庫什ムクシ。
6. ↑  参考：『清史稿』[11]および『愛新覺羅宗譜』によれば、ヌルハチ長女は東果格格といい、固倫グルン公主に冊封された後、棟鄂ドンゴ氏の何和禮ホホリに降嫁したが、天命9年旧暦8月にホホリが死去し、公主は順治9年旧暦7月に75歳で薨去している。ホンコを産んだという記載も、再降嫁の記載もみられない。
7. ↑  参考：バイタラブレ･ハファンは後にニル･イ･ジャンギン (牛彔章京niru i janggin) と改められ、乾隆年間になると「佐領」に改められた。
8. ↑  原文：「贝勒爷」。
9. ↑  参考：「砬子 lázi」は山上の大きな岩の意。「白石砬子」(黒竜江省にある地名) のように地名に用いることが多い。[14]「哈達hādá」は満洲語「ᡥᠠᡩᠠhada」の音写で、「嶺、山頂」の意。
10. ↑  参考：吉林市に位置したウラ･ホトンから、瀋陽市より更に南の錦州市まで逃げるというのは少し非現実的。大連市の金州区は論外。
11. ↑  参考：不詳。
12. ↑  参考：満洲語の「大恩人」は「ᠠᠮᠪᠠ ᠪᠠᡳᠯᡳᠩᡤᠠ ᠨᡳᠶᠠᠯᠮᠠ : amba (大) bailingga (恩ある) niyalma (人)」。「按巴巴得利」の「按巴」が「amba」なら「大」の意味だが、「巴得利」については不詳。また、書中では「満洲語」ではなく「女真語」としている。